# 라보르고역
라보르고역(이탈리아어: Stazione di Lavorgo)은 스위스 티치노주 파이도 지자체에 있는 기차역이다. 인근 지역인 라보르고에서 이름을 따왔다. 역은 스위스 연방 철도 고트하르트선의 원래 노선에 있으며, 고트하르트 터널까지 가는 남쪽 경사로에 있다. 고트하르트선의 대부분의 열차는 이제 고트하르트 베이스 터널을 사용하며, 라보르고역을 통과하지 않는다.

## 운행편
2021년 12월 시간표 변경에 따라 라보르고에서 다음 서비스가 정차한다.
- 인터레기오 : 로카르노와 아트-골다우 간 매시간 운행 기차는 바젤 SBB 또는 취리히 중앙역까지 계속 운행한다.
  - S10 / S50 : 아이롤로, 키아소, 코모 산조반니 또는 말펜사 공항터미널1까지 하루에 1편 운행

역은 또한 다른 지역 서비스와 함께 철도 노선과 평행을 이루는 벨린초나와 아이롤로 사이의 시간별 서비스를 포함하여 아우토포스탈레에서 운영하는 버스 서비스를 제공한다.